# Milcoiu
Milcoiu é uma comuna romena localizada no distrito de Vâlcea, na região de Oltênia. A comuna possui uma área de 30.57 km² e sua população era de 1333 habitantes segundo o censo de 2007.